# 三原順子
三原順子（日语：三原じゅん子、1964年9月13日—）是日本演員、歌手、賽車手、政治家，現任参議院議員（2期），曾任參議院厚生勞動委員長、參議院消費者問題特別委員長、自民黨女性局局長。本名中根順子，出生名三原順子。

## 生平
1964年，三原順子出生於東京都。三原從小學就開始學習演戲；讀中學2年級時在荒木由美子主演的《排球女將》中出演角色，同年在《3年B組金八先生》中演出不良少女角色獲得好評。1980年16歲的三原選擇高中退學後進入歌壇，同年9月份推出首張單曲 《Sexy Night》；該單曲大賣超過30萬張並打入公信榜第8位，是三原最受歡迎的作品。18歲時受邀在第33屆NHK紅白歌唱大賽（1982年）出場。這期間三原也參與多部電視劇的演出，演技受到一定的肯定。1987年以後主要在賽車界活動，多次參加賽車比賽。
2008年，她被發現罹患子宮頸癌，經手術治療痊癒後開始關注癌症治療與看護問題。2010年代表自由民主黨在比例區出選第22屆日本参議院議員通常選舉並成功當選，2016年改在神奈川縣選區出選並再次當選。
2015年3月16日，她在參議院預算委員會的發言中，批評跨國公司在主導世界經濟發展的同時也導致避稅港蔓延，認為世界各國無論強弱應該互相合作、採用保護弱者的經濟與稅收政策；但因在發言時引用第二次世界大戰中日本所用的口號「八紘一宇」而引發爭議，令在場的副首相麻生太郎备感惊讶。事後她宣称，她使用此词的真实意图，就是要激起日本国内对第二次世界大戰的“反思”。
2020年9月18日，任菅義偉內閣厚生勞動省副大臣。
三原順子經歷了兩段婚姻，都以離婚收場。2016年10月26日，三原順子宣佈與她的秘書中根雄也結婚，兩人年齡相差24年。

## 出演角色

### 電視劇
- 排球女將（1979年1月5日 - 1980年7月11日、朝日電視台） - 西井千惠子
- 3年B組金八先生系列（1979年 - 2011年、TBS） - 山田麗子

### 電影
- Highteen Boogie（1982年） - 未樹
- 日本海大海戰 海軍進行曲（1983年） - 木村節

### NHK紅白歌唱大賽
| 年度          | 紅白出場次數 | 曲目                   | 出場順序        | 對手     |
| ------------- | ------------ | ---------------------- | --------------- | -------- |
| 1982年/第33屆 | 第1次        | ホンキでLove me Good!! | 紅組22人中第1個 | 澀柿子隊 |

### 動畫
- 烏龍派出所第261話（2002年4月7日、富士電視台） - 春代
- 尋找滿月第10話、第21話、第36話、第51話（2002年6月8日、12月7日、2003年3月22日、東京電視台） - 昆卷冬子

### 遊戲
- 人中之龍（2005年12月8日、世嘉） - 麗奈